# Egeria (mythologie)

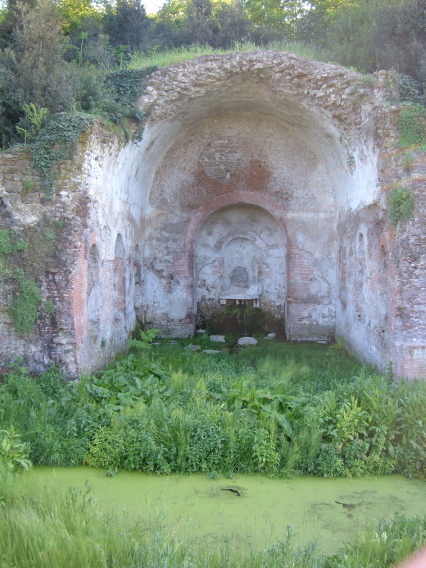
Een aan Egeria gewijde bron, in het Parco Appia Antica, Rome

Egeria is, in de Romeinse mythologie, een waternimf die met Diana wordt geassocieerd en wordt in verband gebracht met de geboorte van kinderen. Haar naam werd aangeroepen om barende vrouwen bij te staan.
Egeria was een van de Camenae, profetische nimfen die later worden geïdentificeerd met de Griekse Muzen. Na de dood van de Romeinse koning Numa Pompilius, haar echtgenoot, veranderde Egeria in een bron (Ovidius, Metamorphosen).
Een aan haar gewijde bron bevindt zich in het Parco Appia Antica, vlak bij Rome, een andere in het heilige woud van Aricia, bij het Meer van Nemi. De bron bij Rome is omgeven door muren, zodat een poel ontstaat, het zogenaamde Lacus Salutatis, Meer van Gezondheid. Herodes Atticus overwelfde de natuurlijk bron, tot verdriet van Juvenalis. Deze overwelving is nog steeds te zien.
Haar naam Egeria wordt gebruikt als eponiem voor vrouwelijke adviseur of raadgever.